# Giulio Belli
Giulio Belli O.F.M.Conv. (Longiano, 1560 circa – Imola?, 1621 circa) è stato un francescano e compositore italiano.

## Biografia
Secondo quanto lo stesso Giulio Belli afferma nella dedicatoria del suo Missarum sacrarumque cantionum del 1595, fu allievo di Giovanthomaso Cimello a Napoli prima del 1569. Tornato a Longiano, entrò nel locale convento francescano il 30 settembre 1579.

Belli percorse la propria carriera musicale muovendosi in buona parte tra il Veneto e la Romagna; il 7 novembre 1582 divenne maestro di cappella presso la cattedrale di Imola e il 20 maggio 1590 fu impiegato per tre anni con funzioni analoghe a Santa Maria in Carpi. Dall'anno successivo fu presente invece a Bologna (Basilica di San Francesco), forse a Ferrara e poi a Venezia nella chiesa francescana della Ca' Granda. Nel 1596 ottenne lo stesso ruolo nella cattedrale di Montagnana (in Veneto).

Dal 1597 fu a Ferrara come maestro di cappella alla corte del duca Alfonso II d'Este e all'Accademia della Morte.

Cambiò di nuovo molte sedi, ancora con funzioni di maestro a Osimo, Ravenna, Reggio e Forlì. Dopo ulteriori trasferimenti, tra cui quello presso la Basilica di Sant'Antonio di Padova, nel 1621 tornò infine a Imola.

Diversamente da quanto potrebbe far supporre la sua attività svolta in posti di lavoro continuamente differenti, fu sempre da tutti reputato uomo onorevole e ottimo musicista. Fu definito musicae artis peritissimum dall'erudito romagnolo Giovanni Cristofano Amaduzzi (1740-1792).

## Stile
Belli adottò inizialmente lo stile "classico" dell'epoca, informato alla scrittura musicale di Giovanni Pierluigi da Palestrina (ancora vivente ma già consacrato come massimo polifonista), mediato tuttavia da influssi della musica policorale. Nelle ultime opere accolse le tendenze compositive contemporanee che impiegavano in misura crescente il basso continuo; in conseguenza di tale adesione artistica, ripubblicò con il basso continuo – e a volte con qualche modifica – alcune proprie antologie precedentemente edite nell'assetto a sole voci.

## Composizioni

### Musica vocale sacra
- Missarum liber primus, 1586;
- Psalmi ad vesperas …duoque cantica beatae virginis, et in fine addito Te Deum laudamus, 1592;
- Missarum sacrarumque cantionum, liber primus, 1595;
- Psalmi ad vesperas…duoque cantica beatae virginis, 1596;
- Missarum, liber primus, 1599;
- Sacrarum cantionum, 1600;
- Psalmi ad vesperas in totius anni festivitatibus, ac tria cantica Beatae Virginis Mariae, 1603;
- Compieta, mottetti & letanie della madonna, 1605;
- Compieta, falsi bordoni, antifone et litanie della madonna, 1607;
- Missae sacrae, 1608;
- Concerti ecclesiastici, 1613 (in cui sono incluse 2 canzoni strumentali a 3 voci);
- Altre composizioni (messe, mottetti, canzoni sacre etc.).

### Musica profana
- Canzonette … Libro primo a quattro voci, Venezia, 1584;
- Canzonette … Libro primo a quattro voci, novamente reviste et ristampate, Milano, 1586;
- Il primo libro de madrigali, 1589;
- Il terzo libro de madrigali, 1590;
- Il secondo libro de madrigali, 1592;
- Il secondo libro delle canzonette, con alcune romane, 1593;
- Altre composizioni (madrigali e canzonette)

### Musica strumentale
- 2 canzoni a tre voci in Concerti ecclesiastici, 1613 (cfr. il § Musica vocale sacra).

## Altri scritti
Belli fu inoltre autore delle Regole di contrappunto; circa un secolo dopo, Giuseppe Ottavio Pitoni aggiunse a questo scritto 13 pagine di integrazione (Aggiunte alle Regole di contrappunto di Giulio Belli).